# Adon (Ardennes)
Adon is een plaats en voormalige gemeente in het Franse departement Ardennes in de regio Grand Est.
Op 1 maart 1971 werd Adon als zelfstandige gemeente opgeheven en opgenomen in de gemeente Chaumont-Porcien.
Adon · Chaumont-Porcien · Logny-lès-Chaumont · Wadimont